# Leptoseris kalayaanensis
Espèce
Statut CITES
Leptoseris kalayaanensis est une espèce de coraux de la famille des Agariciidae.

## Étymologie
Son nom spécifique, composé de kalayaan et du suffixe latin -ensis, « qui vit dans, qui habite », lui a été donné en référence au lieu de sa découverte, Kalayaan, un groupement d'îles à 450 km au nord-ouest de Puerto Princesa aux Philippines. 

## Publication originale
- Licuanan & Alino, 2009 : Leptoseris kalayaanensis (Scleractinia: Agariciidae), a new coral species from the Philippines. The Raffles Bulletin of Zoology, vol. 57, n. 1, pp. 1–4 (en).